# 의정부우편집중국
의정부우편집중국(議政府郵便集中局)은 대한민국 우정사업본부 경인지방우정청 소속의 우편집중국이다. 경기도 의정부시 산단로98번길 65 (용현동)에 있다.

## 관할구역
- 서울특별시(중랑구, 도봉구, 성북구, 노원구, 강북구), 철원군, 구리시, 남양주시, 의정부시, 양주시, 동두천시, 연천군, 포천시

## 조직
- 물류총괄과
  - 총괄계
  - 소통계
    - 통상팀
    - 특수팀
    - 발착팀
    - 소포팀

  - 접수팀
- 지원기술과
  - 지원팀
  - 우편기계계
  - 청사동력계
- 지도노무실